# NGC 571
NGC 571 ist eine Spiralgalaxie vom Hubble-Typ Sbc im Sternbild Fische auf der Ekliptik. Sie ist schätzungsweise 214 Millionen Lichtjahre von der Milchstraße entfernt und hat einen Durchmesser von etwa 80.000 Lichtjahren.
Im selben Himmelsareal befindet sich u. a. die Galaxie NGC 566.
Das Objekt wurde am 1. Oktober 1864 vom deutsch-dänischen Astronomen Heinrich d’Arrest entdeckt.